# Iglesia de los Santos Pablo y Bartolomé
La iglesia de los Santos Pablo y Bartolomé es una iglesia de estilo barroco que data del siglo XVII ubicada en el municipio de Alcamo, en la provincia de Trapani.

## Historia

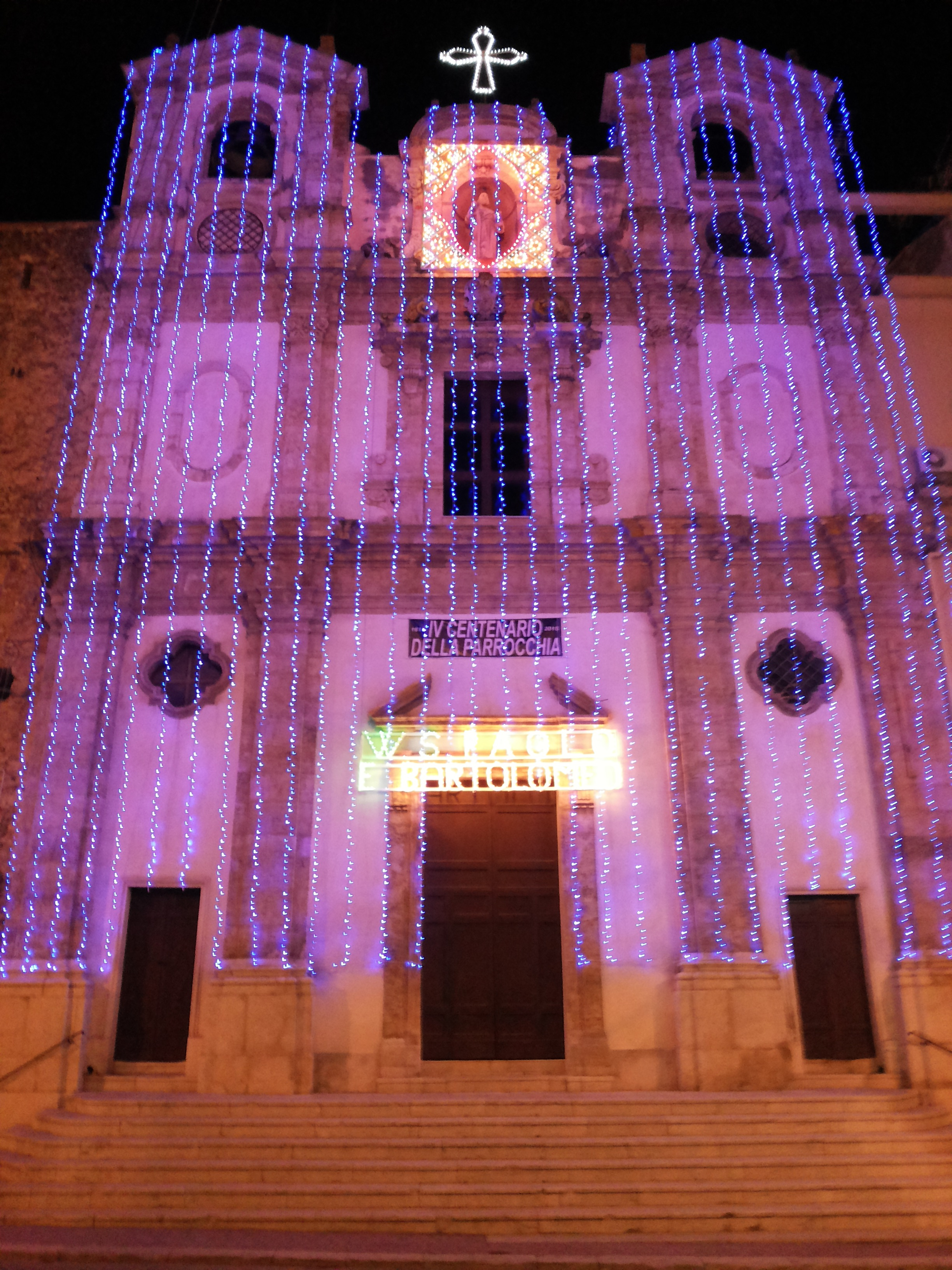
Fachada de la Iglesia de San Paolo y Bartolomeo con motivo del IV centenario de su fundación

En 1533 Don Adamo Morfino, siguiendo un voto, inició la construcción de un hospital para enfermos e incurables con una capilla anexa dedicada a San Paolo in Conversione,  que en ese momento se encontraba al final del actual Corso VI Aprile (entonces llamado "Corso Imperiale"). Esta construcción, que fue necesaria debido al elevado número de habitantes que necesitaban atención médica, nunca se concluyó por completo y se cerró en 1590 por falta de fondos.A partir de 1615, por voluntad del entonces obispo de Mazara, se inició la construcción de la iglesia parroquial "San Paolo in Conversione", ampliando la anterior capilla de San Paolo in Conversione. El mismo obispo hizo construir contemporáneamente la iglesia de la Santissima Trinità y la de San Paolo in Conversione, que en 1639 fue unida a la anterior para compensar la falta de ingresos.
En 1662 se fundó la congregación nocturna de Santa María del Miele, en la que participaban "hombres del campo". 
En 1689 la iglesia fue demolida y reconstruida gracias a las ofrendas de los fieles, finalizándose la construcción en 1692.  Posteriormente, como todavía había ofrendas disponibles por parte de los fieles (en particular del rico terrateniente Mariano Balli), la iglesia fue ampliada ulteriormente (1702-1705), completándose la construcción de la cúpula.
En 1765 se fundó en la iglesia de los Santos Pablo y Bartolomé la Congregación del Santísimo Viático (más tarde llamada Congregación del Sagrado Corazón de Jesús), en la que participaban "sacerdotes, caballeros, profesores, gentes adineradas y artesanos destacados". Entre 1775 y 1809 se completó la fachada y se realizaron las capillas laterales del Santísimo Sacramento al fondo y de la Madonna dei Miracoli (patrona de la ciudad de Alcamo) y una antesacristía.  Durante esta época (precisamente en 1778) se colocó también en el campanario de la fachada izquierda (visto desde el exterior) un reloj de cobre,  que fue sustituido en 1846 por uno de acero y finalmente retirado en 1910 por no funcionar. En 1916 se restauró el otro campanario de la fachada.
Tras el terremoto de Belice de 1968 se realizaron obras de restauración de la fachada, eliminando la cal y [el [estuco]] que se habían añadido durante otras obras de mantenimiento realizadas en el pasado. 

## Descripción y obras
La iglesia, con planta de cruz latina, consta de tres naves, cada una de las cuales está asociada a una puerta en la fachada (una central y dos laterales). 
En la fachada, construida según un diseño de 1782 de Emanuele Cardona,   son visibles dos campanarios,  donde se colocan 4 campanas con un peso total de 20 quintales, una de las cuales servía para hacer funcionar el reloj que ya no existe.
Las naves están divididas por dos filas de cuatro columnas monolíticas de mármol rojo del Monte Bonifato que descansan sobre bases cuadrangulares. El ábside tiene un ventanal oculo, donde se añadió una cruz de hierro forjado en 1927.
En el interior de la iglesia se encuentran el baptisterio (decorado por Carlo Brunetti), con entrada por el lado izquierdo, y dos altares en las naves menores:
- altar de Nuestra Señora de los Siete Ángeles, a la derecha; Lienzo de los Siete Arcángeles realizado por Giuseppe Felice en 1703;
- altar de San Bartolomé, a la izquierda; lienzo pintado por Narciso Guidone en 1616.

También se encuentran las siguientes capillas: 
- capilla del Santo Crucifijo (a la izquierda) y capilla de la Madonna del Miele en el crucero derecho;
- Capilla del Santísimo Sacramento (lado derecho) y capilla de la Virgen de Pompeya junto al presbiterio.

En el ábside hay una pintura sobre lienzo, que representa a los santos Pablo y Bartolomé, realizada por Giuseppe Felice en 1701. En la capilla de la Madonna del Miele se encuentra una pintura de la Madonna del Miele que data de alrededor del año 1300, que es la pintura más antigua encontrada en Alcamo. Esta pintura procede de la iglesia de Santa Maria della Stella  (que fue la primera iglesia madre de Alcamo) y se atribuye a Barnaba da Modena.
Los estucos del interior de la iglesia son de Vincenzo y Gabriele Messina, mientras que los frescos son de Antonio Grano.En la sacristía de la iglesia hay un lienzo del Sagrado Corazón de Jesús, obra de Giuseppe Carta de 1858, y una estatua del Sagrado Corazón de Jesús, esculpida en 1932 por Giuseppe Ospedale por encargo de la Congregación del mismo nombre: fue llevada en procesión a finales de julio. En la antesacristía se conserva un lienzo de Giuseppe Carrera realizado en 1610 que representa a San Nicolás de Tolentino arrodillado delante de un altar y en el interior de una habitación oscura, y el simulacro de madera de la Madonna del Miele, esculpido en 1846 por Giovanni Stellino de Alcamo. Fue venerada en el altar hasta 1903 y fue restaurada hace unos años por Rosa María Puma.
En la oficina hay:
- Virgen de los Milagros, pintura sobre zinc
- Estantería barroca de madera: en su interior hay un Niño Jesús que sostiene su mano derecha sobre el pecho, y con la otra mano sostiene un corazón de color rojo sangre. Tiene tres collares alrededor de su cuello, uno de coral, uno de perlas y uno de oro con un crucifijo. A cada lado hay dos ángeles.
- Madonna dell'Aiuto (finales del siglo XIX): cuadro devocional donado en 1983 por los herederos de la señorita Girolama Monticciolo, en cuya casa se rezaba el Rosario todas las noches. Presenta una imagen (en blanco y negro) de la Virgen con el Niño Jesús en brazos; En los dos lados están fijadas algunas joyas, a modo de exvotos, mientras que sobre las cabezas de la Virgen y Jesús hay dos coronas en bajorrelieve y una estrella.[7]

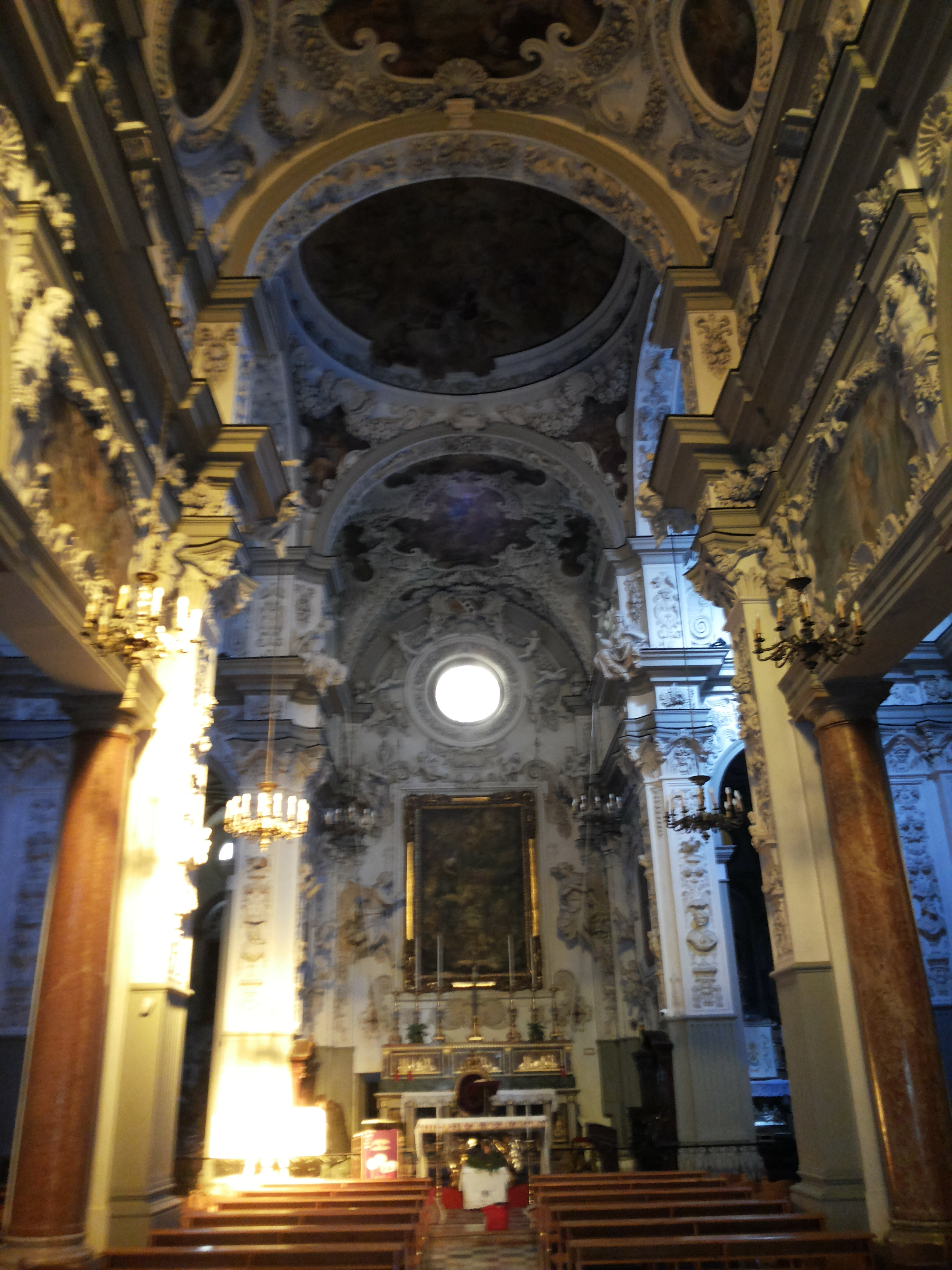
Ábside con ventanal
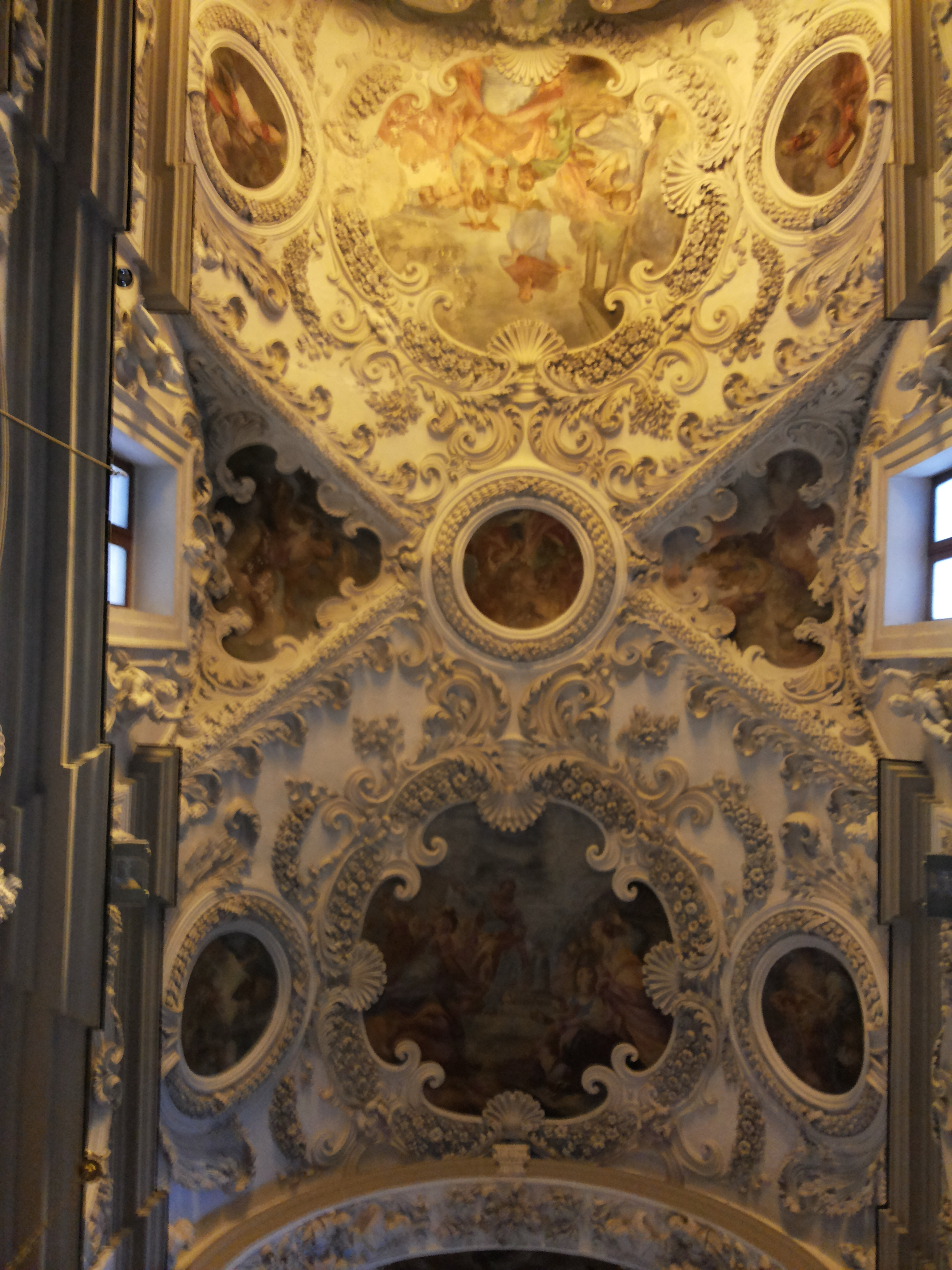
Techo barroco decorado con estucos y pinturas.
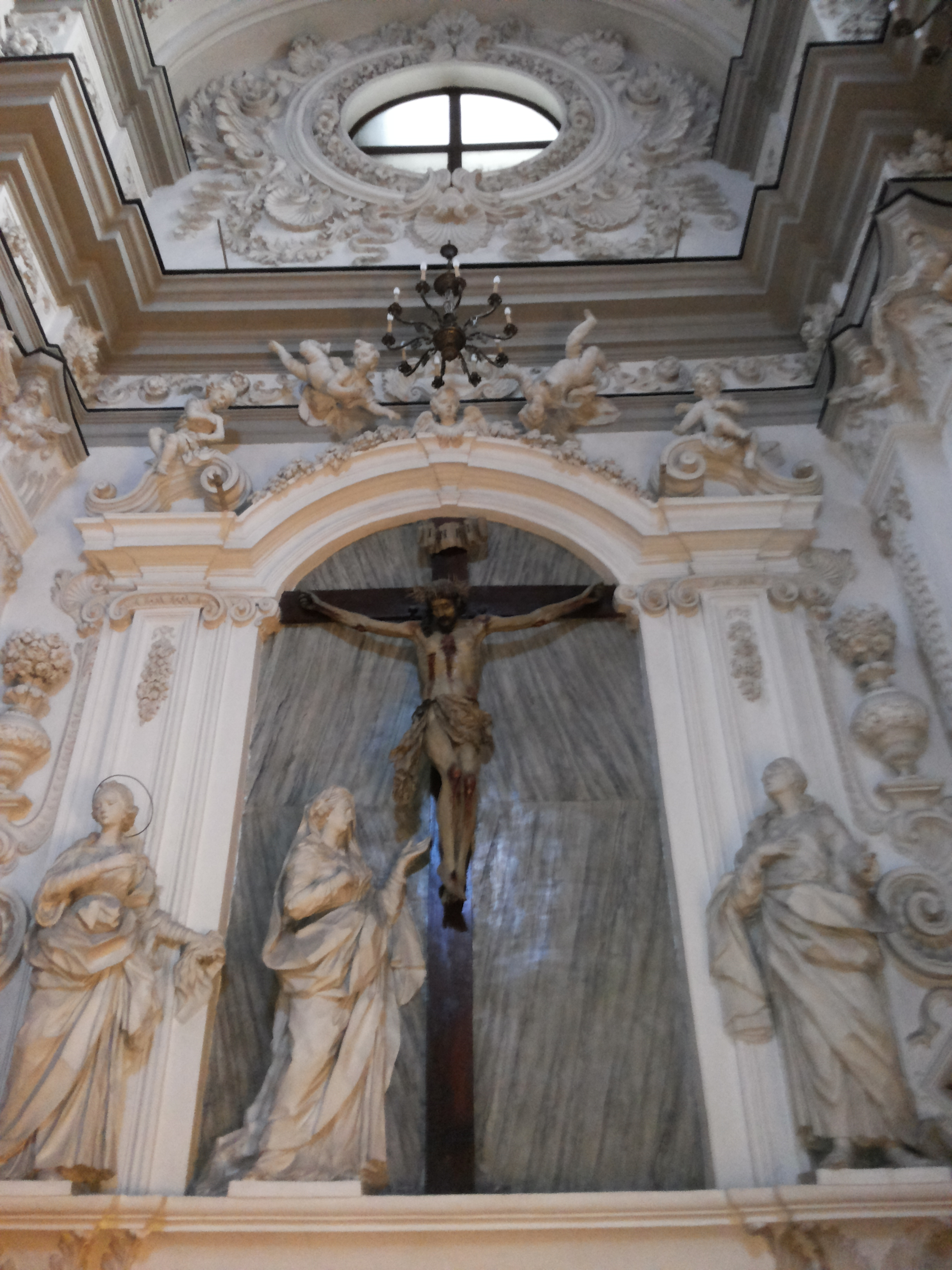
Capilla del Santo Crucifijo
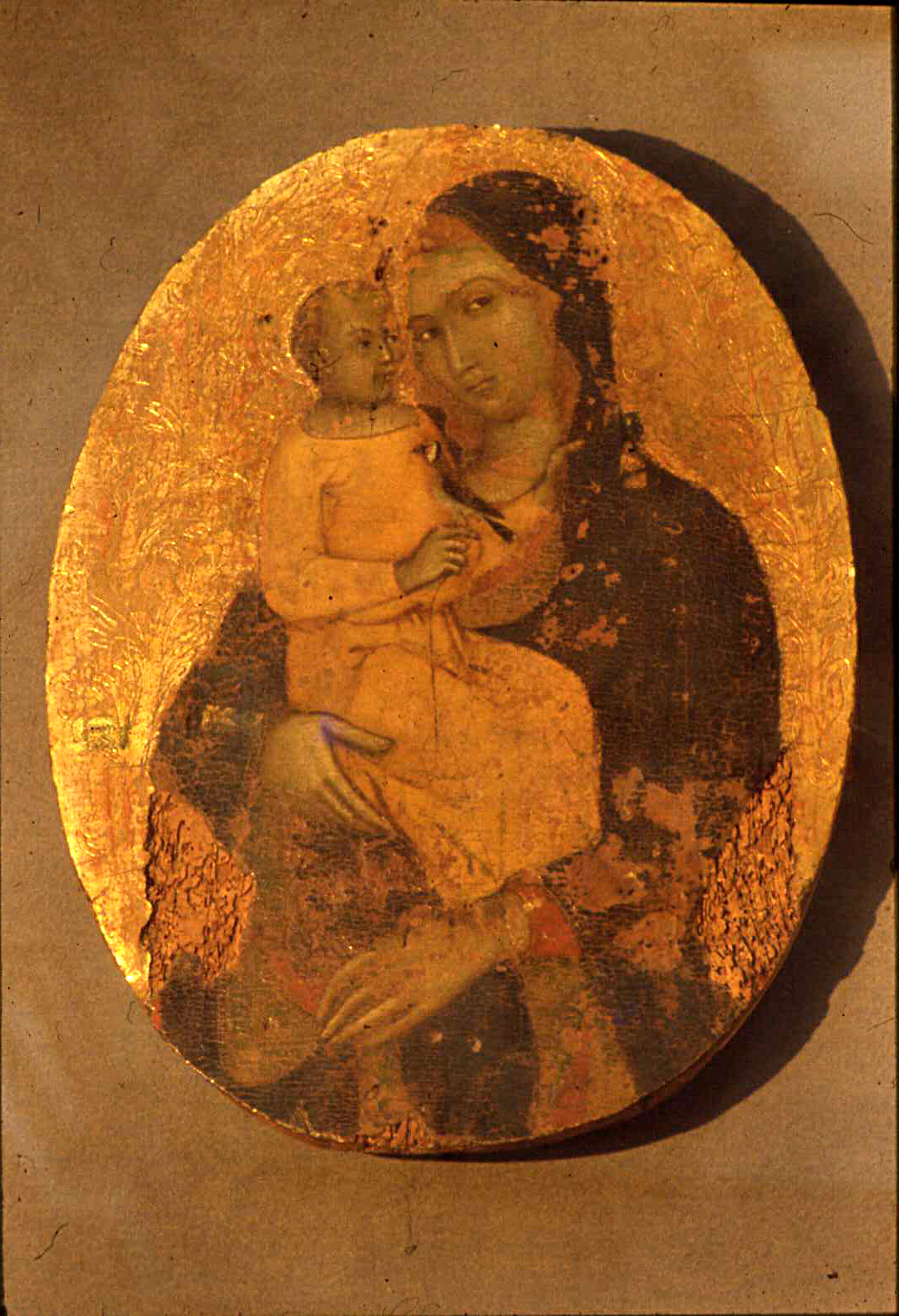
Cuadro de la Virgen de la Miel
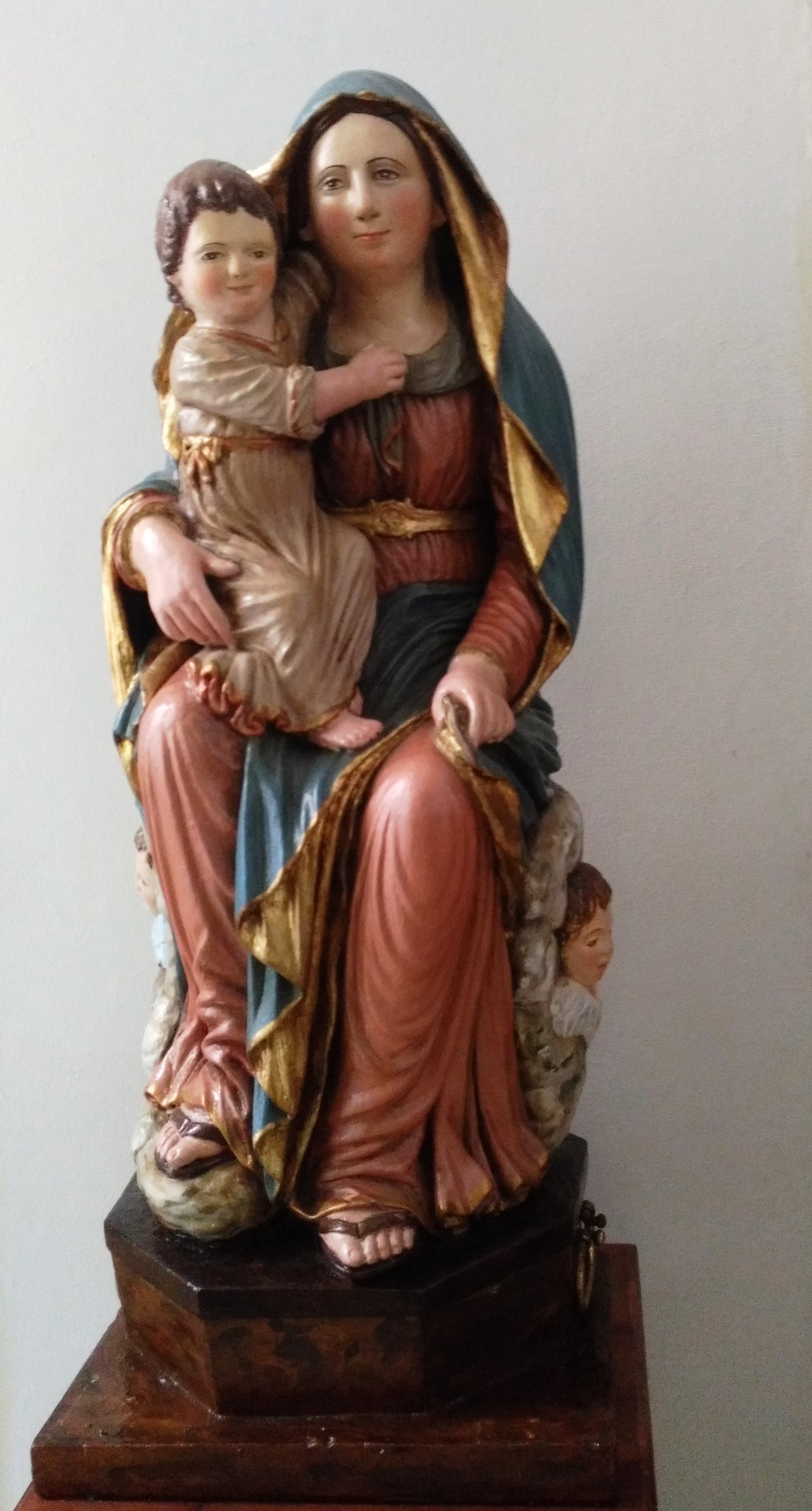
Estatua de la Virgen de la Miel
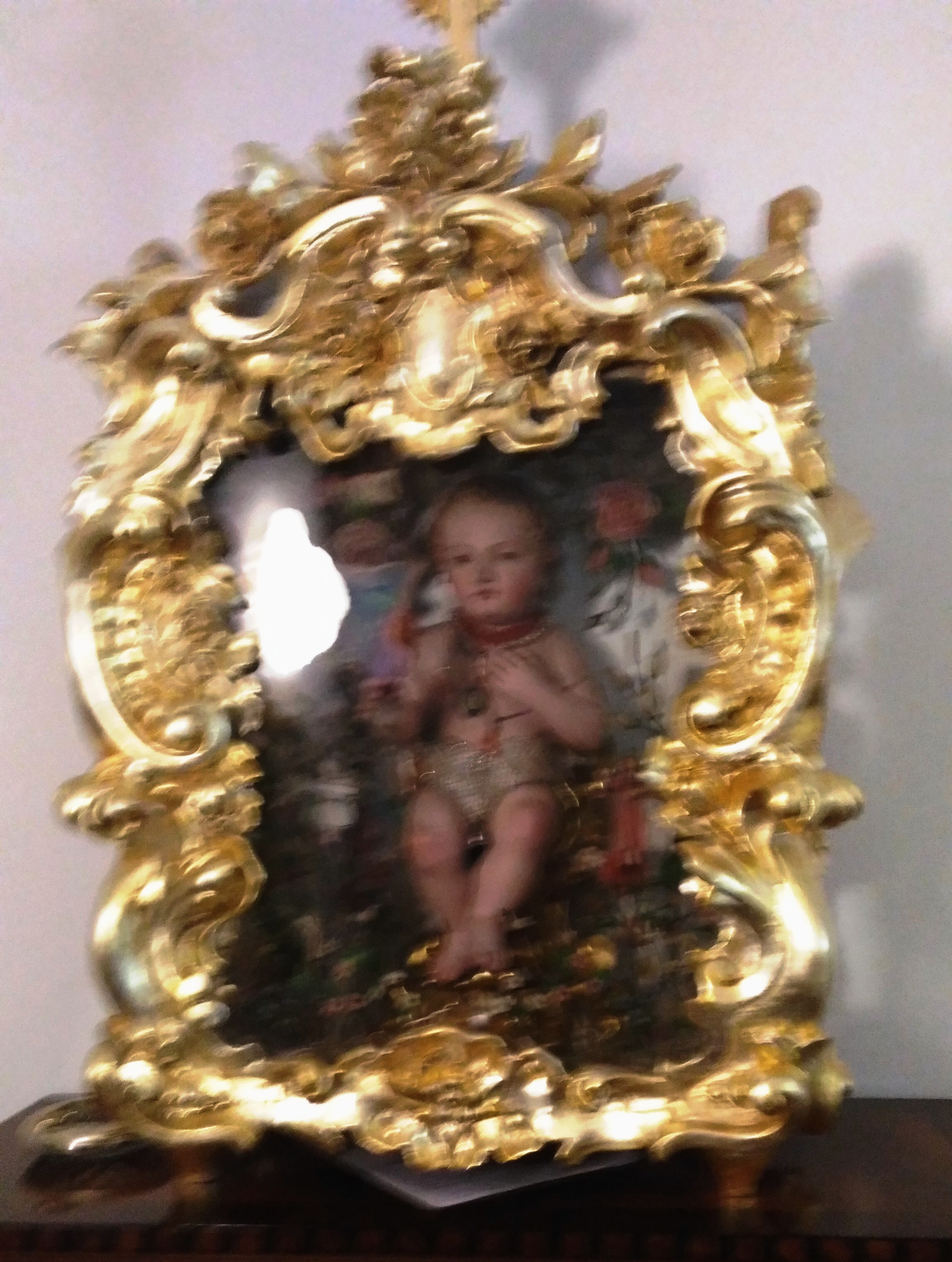
Scaffarrata con el Niño Jesús